# 王弘贽
王弘贄（9世纪—946年3月20日），家世不详。后唐武将。
《舊五代史》《新五代史》皆有傳。

## 生平

### 早期仕途
王弘贽曾参与后唐灭前蜀之战，充中军右厢步军都指挥使。
后唐明宗时，为合、阶二州刺史、右千牛卫将军。长兴元年（930年）九月，上言：“一州主客户才及千户，并无县局，臣今检括得新旧主客已到了三千二百之多，想按旧额设立将利、福津二县，请求设置令佐。”获准。十一月，王弘贽随明宗女婿天雄节度使石敬瑭讨伐叛乱的东川节度使董璋，与前锋京兆尹王思同及泸州刺史冯晖、步军都指挥使赵在礼从利州取山路出剑门关外，杀败董璋守关兵士三千余人，收复剑州，但因为石敬瑭的主力未到，只能焚烧房屋，带着粮食和钱财退回剑门关，后来这场讨伐战也不了了之。后罢官，三年（932年）六月，受任为左千牛上将军。后又任卫州刺史。

### 后唐闵帝年间
后唐闵帝年间，其养兄凤翔节度使潞王李从珂起兵，拥兵东到陕州。闵帝惧，夜间率百余骑出奔。应顺元年（934年）四月，到卫州东七八里，遇到将入朝的时任河东节度使石敬瑭，哭着求助。石敬瑭指出王弘贽是宿将且多知时事，请求去找他一起商量。于是石敬瑭骑马前去见王弘贽。王弘贽得知闵帝出奔情况后感慨：天子出奔是自古就有的，但如今闵帝以百骑出奔，而将相大臣无一人跟随，可见六军将士人心都在潞王，而闵帝身边没有将相、侍卫、府库、法物，只有五十骑跟随，即使有忠义之心，又能如何？建议石敬瑭囚禁闵帝，拥戴李从珂。石敬瑭以为然。于是王弘贽就随石敬瑭去驿舍谒见闵帝。石敬瑭把王弘贽的话告诉闵帝。弓箭库使沙守荣、奔弘进上前指责石敬瑭如此态度是不思报国、与李从珂同谋作乱，抽佩刀刺石敬瑭，石敬瑭亲将陈晖抵抗，沙守荣与陈晖相斗而死，奔弘进也自刎，河东牙门都校刘知远部下御士石敢也被闵帝随从杀死。石敬瑭于是在刘知远及刘知远亲将也是妻弟李洪信等人协助下杀尽闵帝随从士兵五十余人，只将闵帝留在驿舍而离去。王弘贽奉闵帝住在本州办公的地方，并奏报李从珂闵帝到了卫州。
王弘贽子王峦为殿直。当月，李从珂登基后，废闵帝为鄂王，遣王峦持鸩酒去毒死闵帝。《新五代史》作：王弘贽起初令市中酒家向闵帝献酒，闵帝见了，大惊，突然昏倒在地，久后醒来，王弘贽说：“这是酒家所献，希望献酒以慰无聊。”闵帝接受了，从此王弘贽每天献上一觞。王峦持鸩酒到后，就派酒家献上，闵帝不生疑心将其饮下，于是驾崩。而《资治通鉴》作：王弘贽数次上酒，闵帝知道有毒没有喝，于是王峦缢杀闵帝。

### 晚期仕途
石敬瑭建立后晋后，王弘贽效力后晋，为凤翔行军司马，以光禄卿致仕。开运三年（946年）二月卒，赠太常卿，又赠太傅。

## 延伸阅读
[在维基数据编辑]
 《新五代史/卷48》，出自歐陽修《新五代史》